# Esa diva
Az Esa diva (magyarul: Az a díva) a spanyol Melody dala, mellyel Spanyolországot képviselte a 2025-ös Eurovíziós Dalfesztiválon Bázelben. A dal 2025. február 1-jén, a spanyol nemzeti döntőben, a Benidorm Festen megszerzett győzelemmel érdemelte ki a dalversenyen való indulás jogát.

## Eurovíziós Dalfesztivál
2024. november 12-én az RTVE bejelentette, hogy az énekesnő is résztvevője lesz a Benidorm Fest spanyol eurovíziós nemzeti válogatónak. Versenydalát a január 30-i második elődöntőben adta elő először, ahonnan továbbjutott a döntőbe. A dal február 1-jén megnyerte a nemzeti döntőt, ahol a szakmai zsűri, valamint a nézői szavazatok együttese alakította ki a végeredményt. A szakmai zsűrinél a harmadik helyet, míg a nézői szavazáson első helyezést érte el, ezzel 150 pontot összegyűjtve az első helyen végzett és megnyerte a versenyt, így ezzel a dallal képviseli Spanyolországot az Eurovíziós Dalfesztiválon.
Mivel Spanyolország tagja az automatikusan döntős „Öt Nagy” országának, ezért a dal az Eurovíziós Dalfesztiválon először a május 17-én rendezett döntőben versenyzett, de előtte az első elődöntőben is előadta, az Észtországot képviselő Tommy Cash Espresso macchiato című dala után és az Ukrajnát képviselő Ziferblat Bird of Pray című dala előtt. A döntőben fellépési sorrendben hatodikként lépett fel, a Litvániát képviselő Katarsis Tavo akys című dala után és a Ukrajnát képviselő Ziferblat Bird of Pray című dala előtt. A zsűri szavazáson a huszonegyedik helyen végzett 27 ponttal, míg a nézői szavazáson huszonkettedik helyen végzett 10 ponttal, így összesítésben 37 ponttal a verseny huszonnegyedik helyezettje lett.

## Galéria

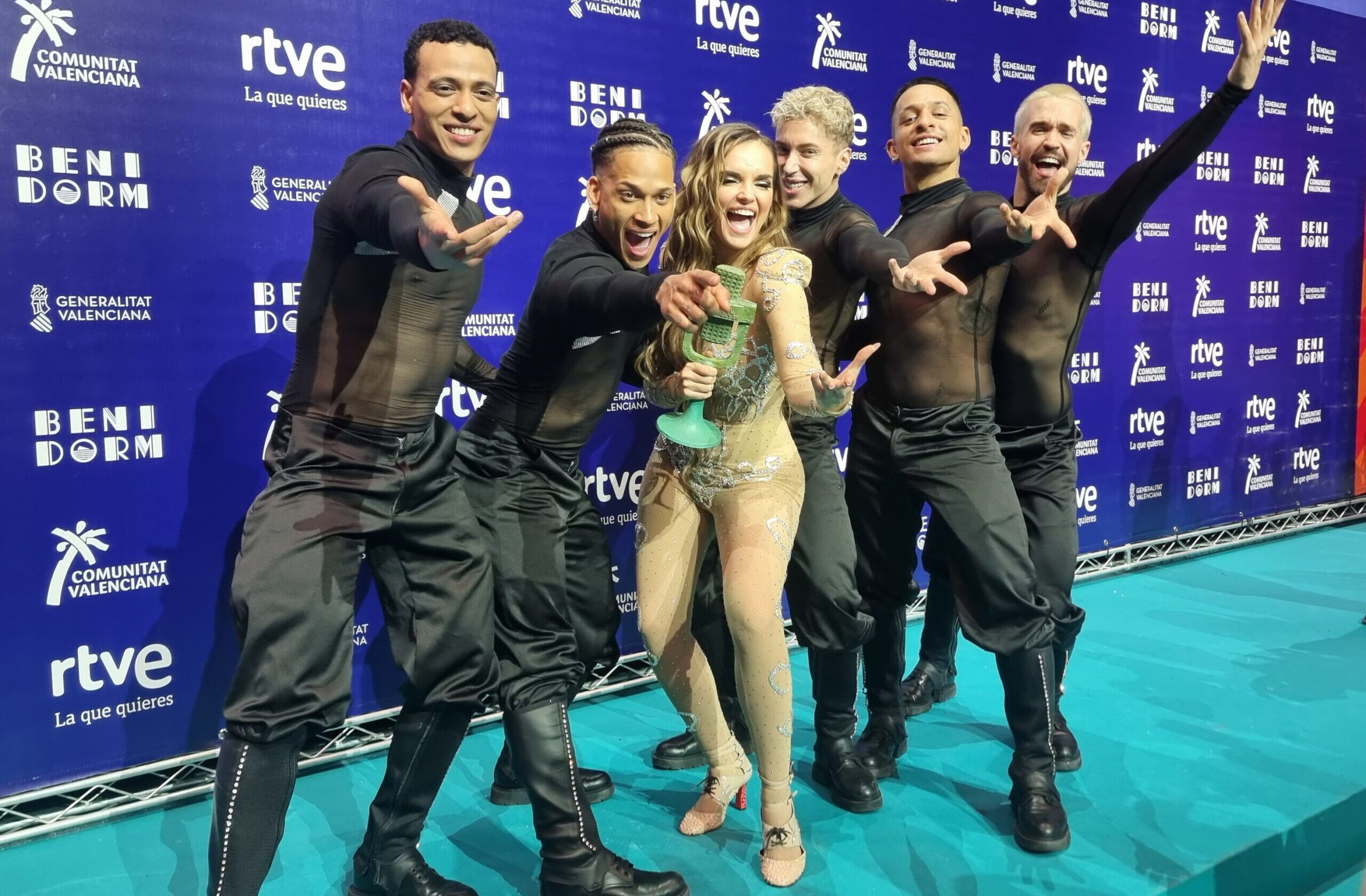
A spanyol nemzeti döntő után
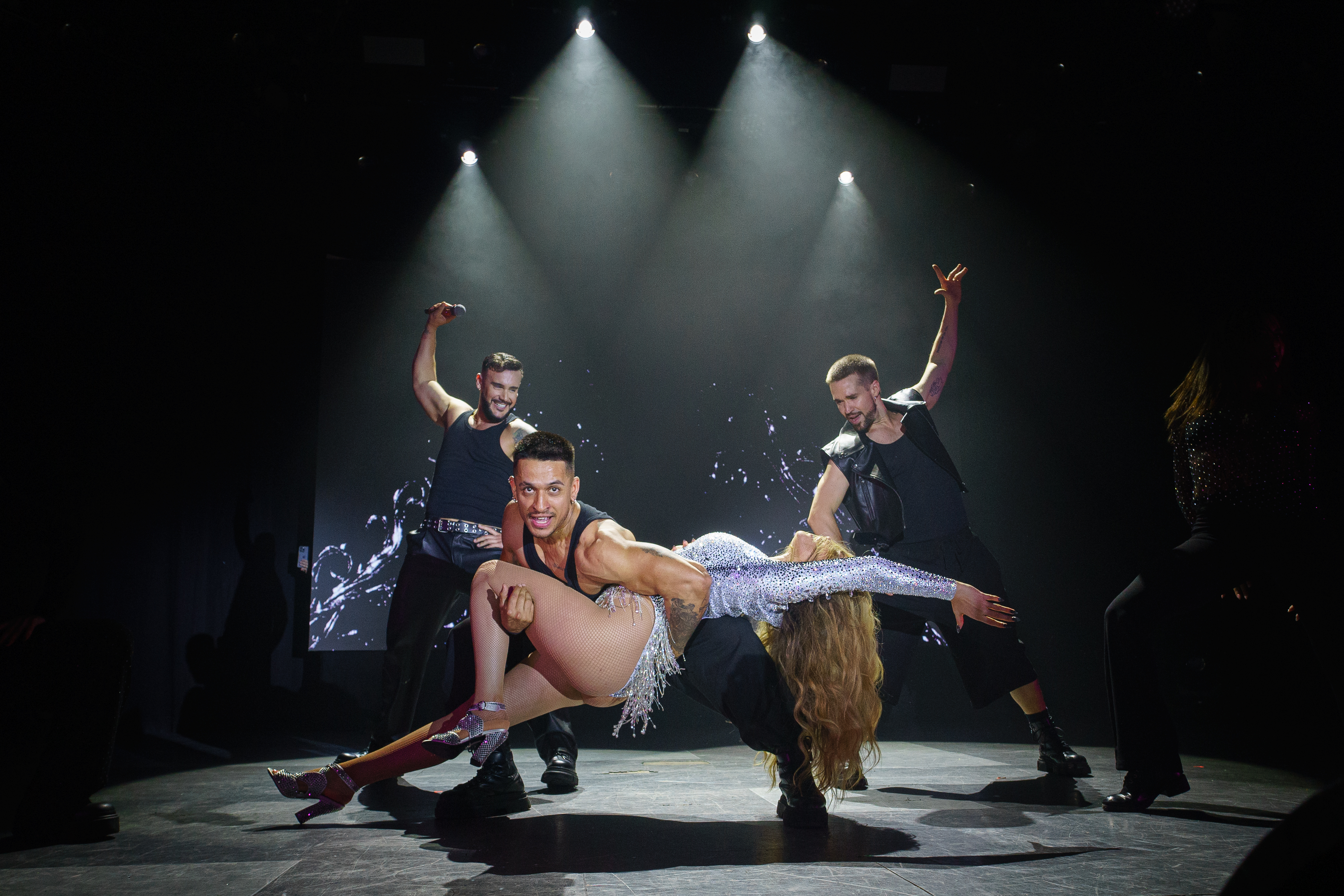
A madridi Eurovíziós partin
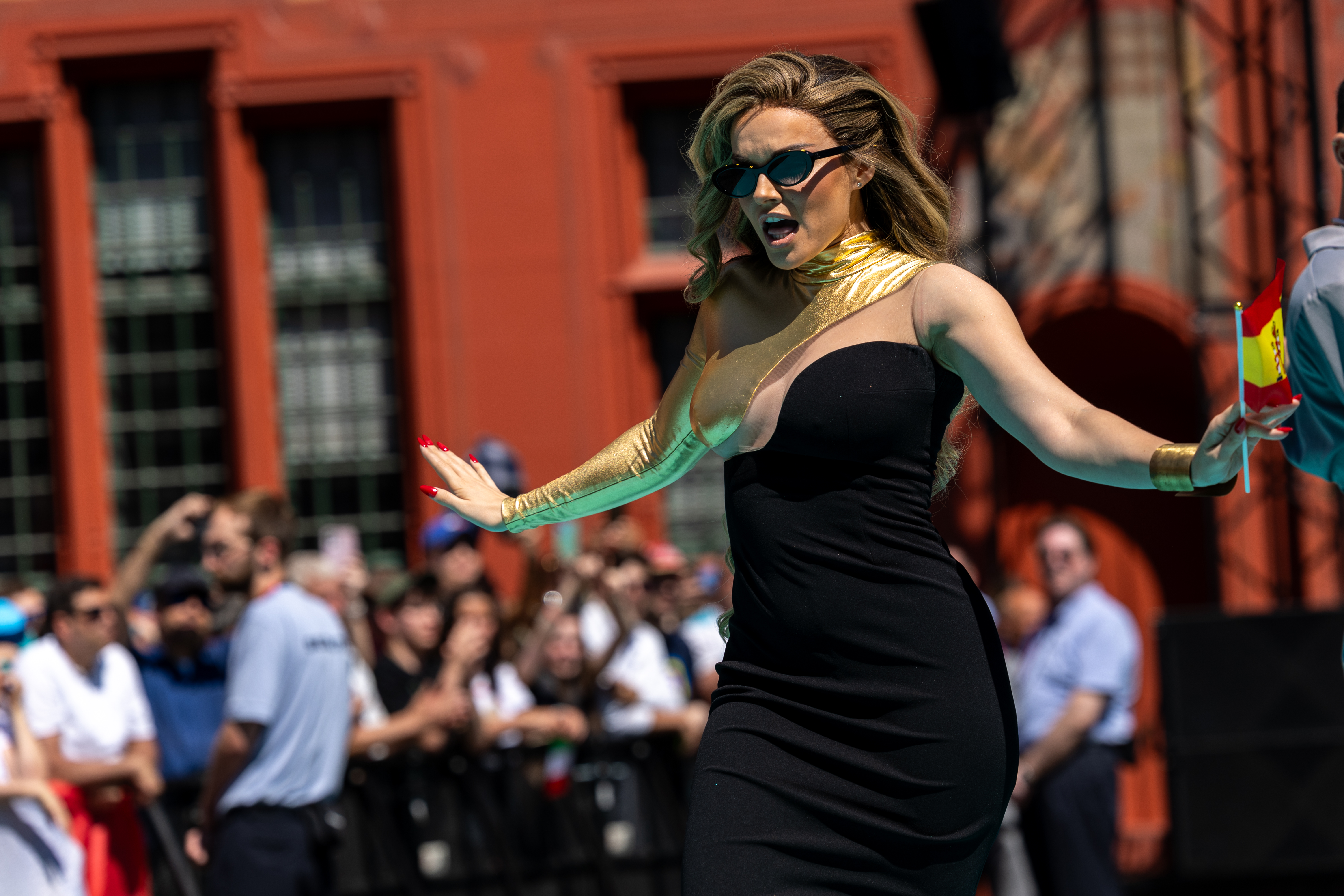
A megnyitóünnepségen
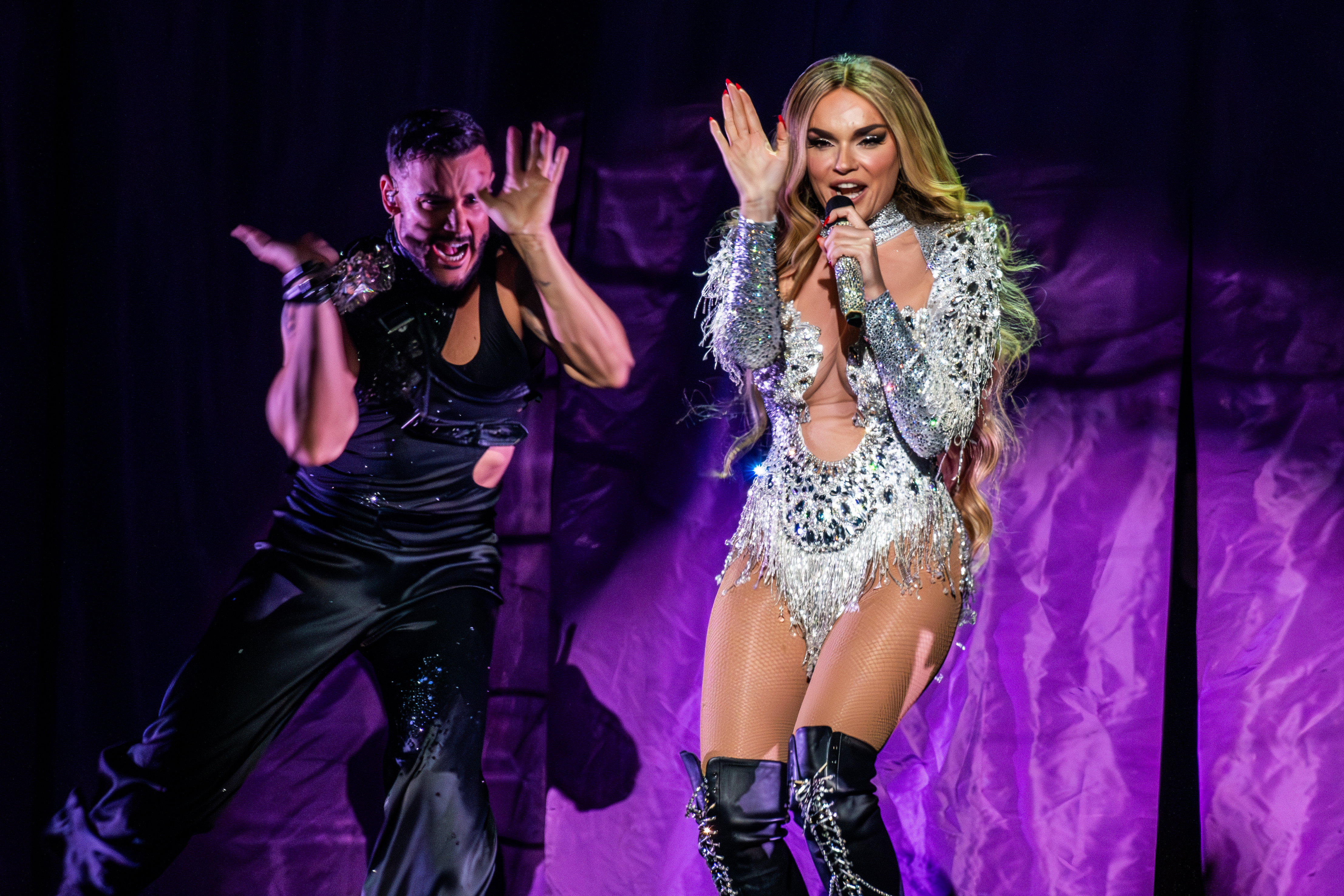
Az elődöntőben
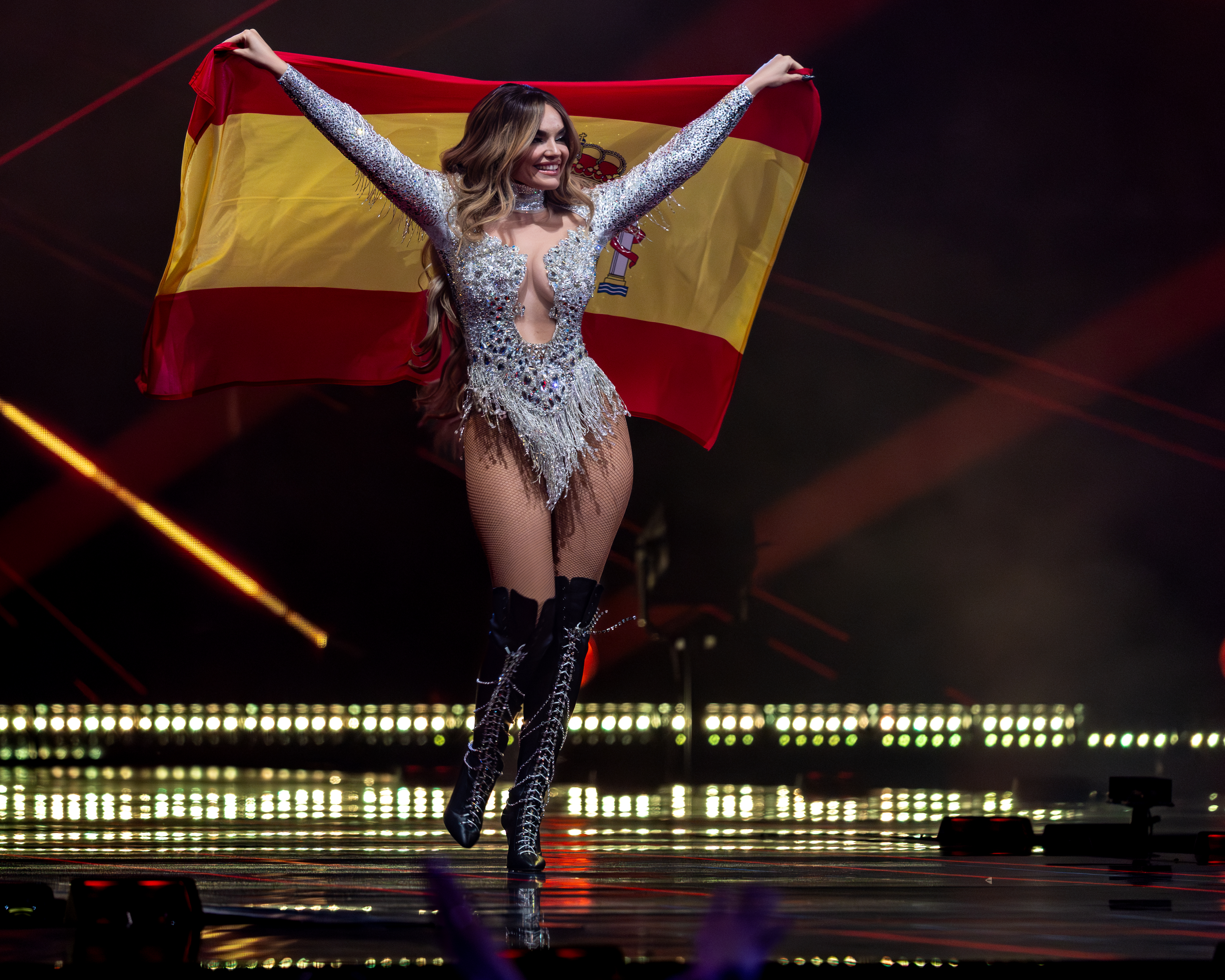
A döntő bevonulásán
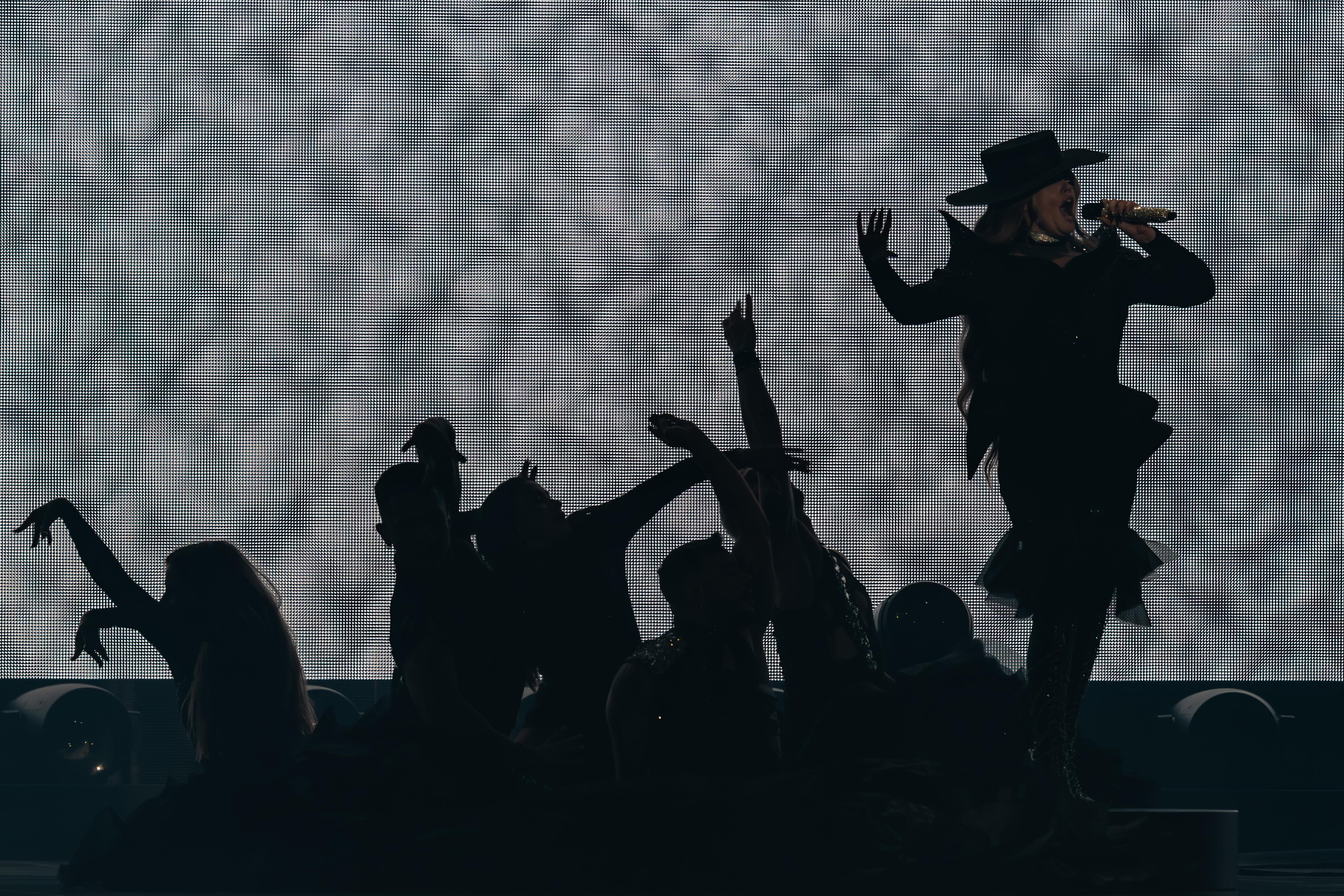
A döntőben

## Dalszöveg
| Una diva es valiente Poderosa Su vida es un jardín lleno de espinas y rosas Resurge bailando Con más fuerza que un huracán – A dal refrénje | Egy díva bátor Erős Az élete egy tövisekkel és rózsákkal teli kert Tánc közben újjáéled Erősebb, mint egy hurrikán – A dal refrénje magyarul |